# Nossa Senhora das Dores de Chandavila
Nossa Senhora das Dores de Chandavila é uma das advocações que a Virgem Maria recebe desde suas aparições no ano de 1945 a duas crianças — Marcelina Barroso Expósito e Afra Brígido Blanco — perto de La Codosera, na Espanha. Em agosto de 2024, a Igreja Católica aprovou a devoção relacionada a estas aparições.

## As aparições

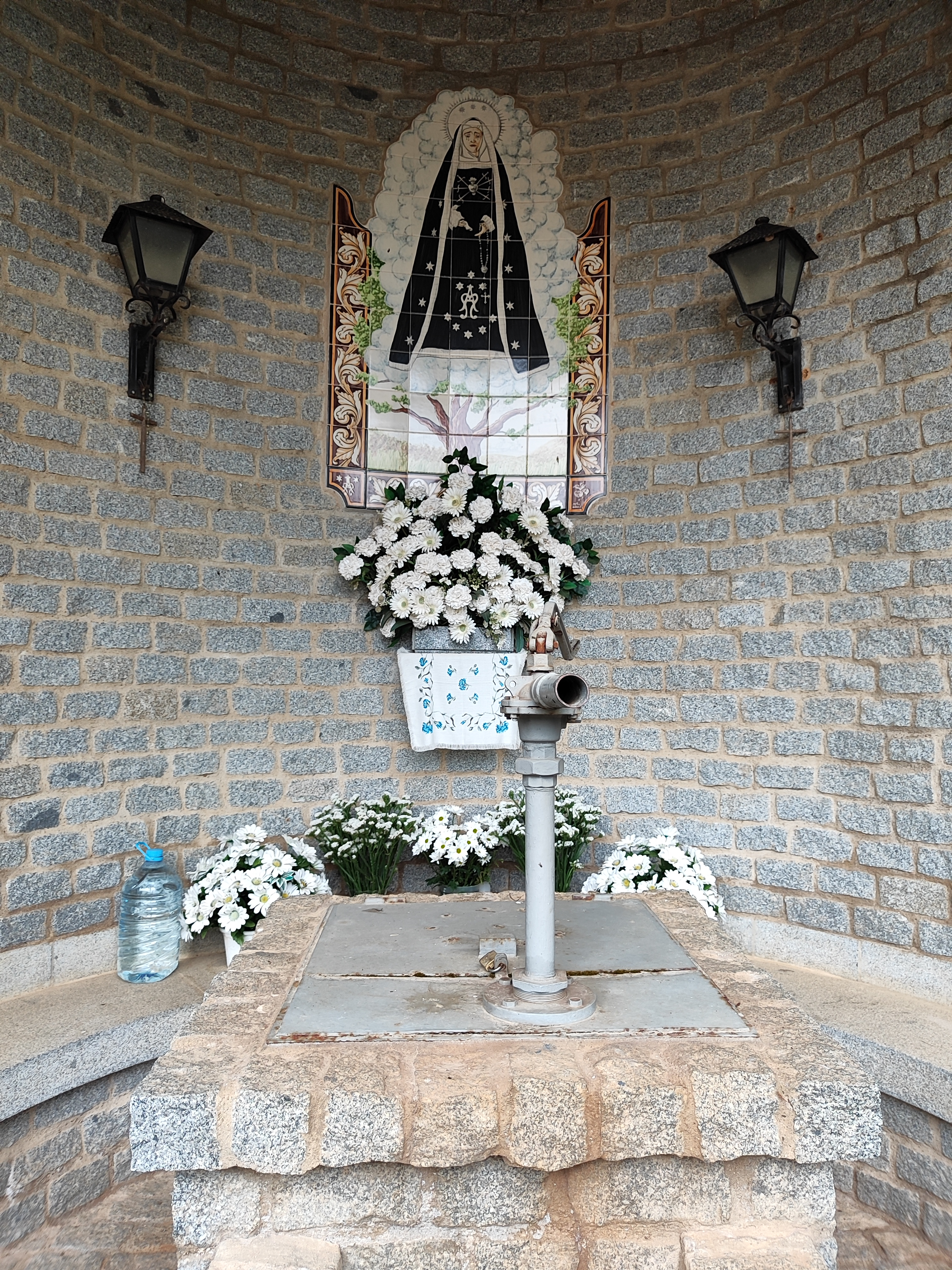
Capela com poço no santuário mariano de Chandavila

Em 1945, duas meninas, Marcelina Barroso Expósito, de dez anos, e Afra Brígido Blanco, de dezessete anos, afirmaram ter testemunhado aparições da Virgem Maria na aldeia de Chandavila, parte da cidade espanhola de La Codosera.
A primeira, Marcelina, viu a Virgem Maria em seu título de Nossa Senhora das Dores nos galhos de um castanheiro, enquanto Afra viu a cruz de Jesus. Ambas aparições ocorreram a partir de maio de 1945 no local onde hoje se encontra o atual santuário. Segundo Marcelina, a Virgem estava "rodeada de luminosas constelações, com manto negro bordado de estrelas, mãos juntas e belo rosto, que se refletia na tristeza mortal e divina".
Marcelina recebia de sua mãe um olhar de reprovação ao mostrar interesse na fé católica e total resistência ao relatar ser confidente das aparições da Virgem. Tal oposição partira desde que seu esposo fora morto no contexto da Guerra Civil Espanhola, quando a Igreja se identificou como o "lado vitorioso" do conflito. Na época, Marcelina tinha 3 ou 4 anos e sua mãe estava grávida do irmão.
Em 4 de junho de 1945, a Virgem das Dores ordenou que Marcelina retornasse às três da tarde para comunicar uma mensagem aos fiéis. No respectivo horário, a jovem retornou ao local onde teve a visão – um terreno com pedras estriadas que cortam e repleto de cascas de castanhas, que teriam ferido gravemente suas pernas –, ali recebendo da Virgem Maria a pergunta: "Você quer vir comigo?", ao qual Marcelina responde: "Sim, Senhora". Em seguida, a Virgem Maria lhe disse que poderia voltar, sem desviar o olhar de sua aparição. Sua mãe, ao ver que a filha não tinha nenhum arranhão, começou a gritar: "Eu perdoo!". Estima-se que cerca de 6.000 ou 7.000 pessoas compareceram junto com a menina.
Após essa conversa com a Virgem e o evento dos joelhos íntegros, Marcelina teve várias outras visões. A Virgem pediu a Marcelina que uma missa mensal fosse celebrada ali pedindo reparação, ao lado do castanheiro onde ela apareceu, e que uma capela fosse construída para que as pessoas pudessem rezar. Afra, por sua vez, entrava muitas vezes em êxtase ao refletir sobre a paixão de Jesus e trouxe em seu corpo os estigmas da cruz até o fim de sua vida.

## O Santuário de Chandavila

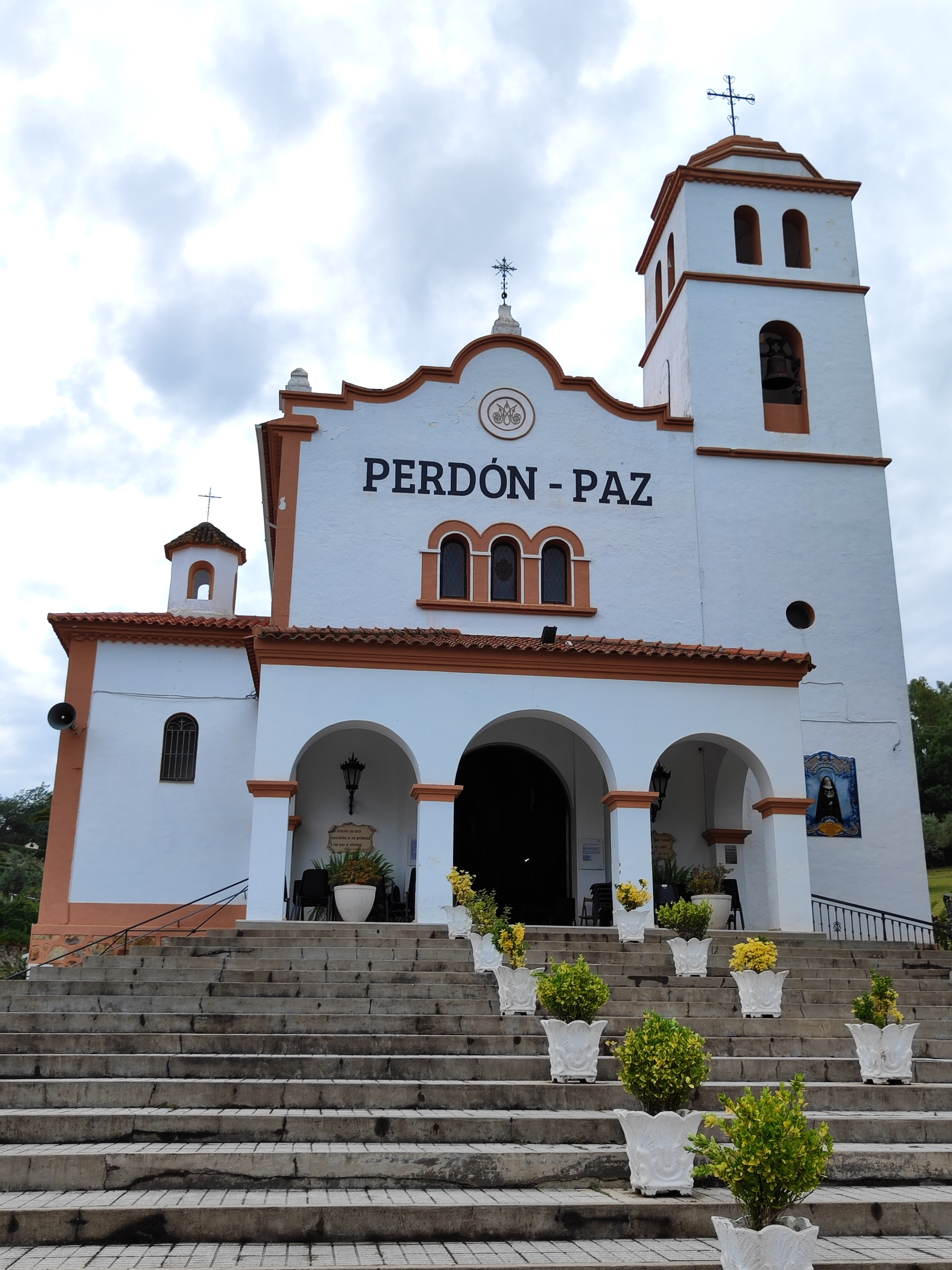
Fachada do Santuário da Virgem das Dores de Chandavila em La Codosera, Espanha

O Santuário de Nossa Senhora das Dores de Chandavila é um santuário mariano localizado no município de La Codosera, província de Badajoz, Extremadura, na Espanha. Está erguido no local onde duas jovens, Marcelina Barroso Expósito e Afra Brígido Blanco, afirmaram ter presenciado as aparições da Virgem Dolorosa.
Em maio de 1947, iniciou-se a construção de uma pequena capela onde se encontra o tronco de castanheiro onde a Virgem teria aparecido, posteriormente substituída por uma igreja maior em que se contempla uma imagem de Nossa Senhora das Dores. Todos os anos, no dia 27 de maio, acontece uma peregrinação religiosa com pessoas da Espanha e de Portugal.
Em 2020, a Santa Sé concedeu um Ano Santo Jubilar ao santuário, por ocasião do 75º aniversário das aparições da Virgem Maria naquele local. No dia 15 de setembro de 2024, Dom José Rodríguez Carballo, o arcebispo de Mérida-Badajoz, presidiu uma missa na qual torna a ermida de Chandavila como um "Santuário Diocesano".

## Reconhecimento
Em uma carta publicada em 22 de agosto de 2024, o Dicastério para a Doutrina da Fé chama Nossa Senhora das Dores de Chandavila de uma "bela devoção" com "muitos aspectos positivos", incluindo conversões, curas e outros sinais visíveis da ação do Espírito Santo nos peregrinos que visitam o santuário.
A carta aprovada pelo Papa Francisco e divulgada pelo cardeal Víctor Manuel Fernández durante uma audiência realizada no dia 22 de agosto, autoriza o santuário mariano de Chandavila a "continuar a oferecer aos fiéis que desejam se aproximar dele um lugar de paz interior, consolo e conversão".